# Слов'янська ТЕС
Слов'янська теплоелектростанція (ТЕС) (до 1993 р. — Слов'янська ГРЕС ім. 50-річчя Великої Жовтневої соціалістичної революції) — конденсаційна електростанція у місті Миколаївка поблизу Слов'янська Донецької області. проєктна потужність — 2100 МВт, встановлена — 880 МВт, фактична — 830 МВт. Належить ПАТ «Донбасенерго».

## Історія
Слов'янська ТЕС планувалася як близнюк Миронівської ТЕС, але пізніше було встановлено енергоблок більш високої потужності. Проєкт був розроблений Харківським відділенням інституту «Теплоелектропроєкт». Будівництво здійснювалося трестом «Донбасенергобуд» у три черги.

### Перша черга

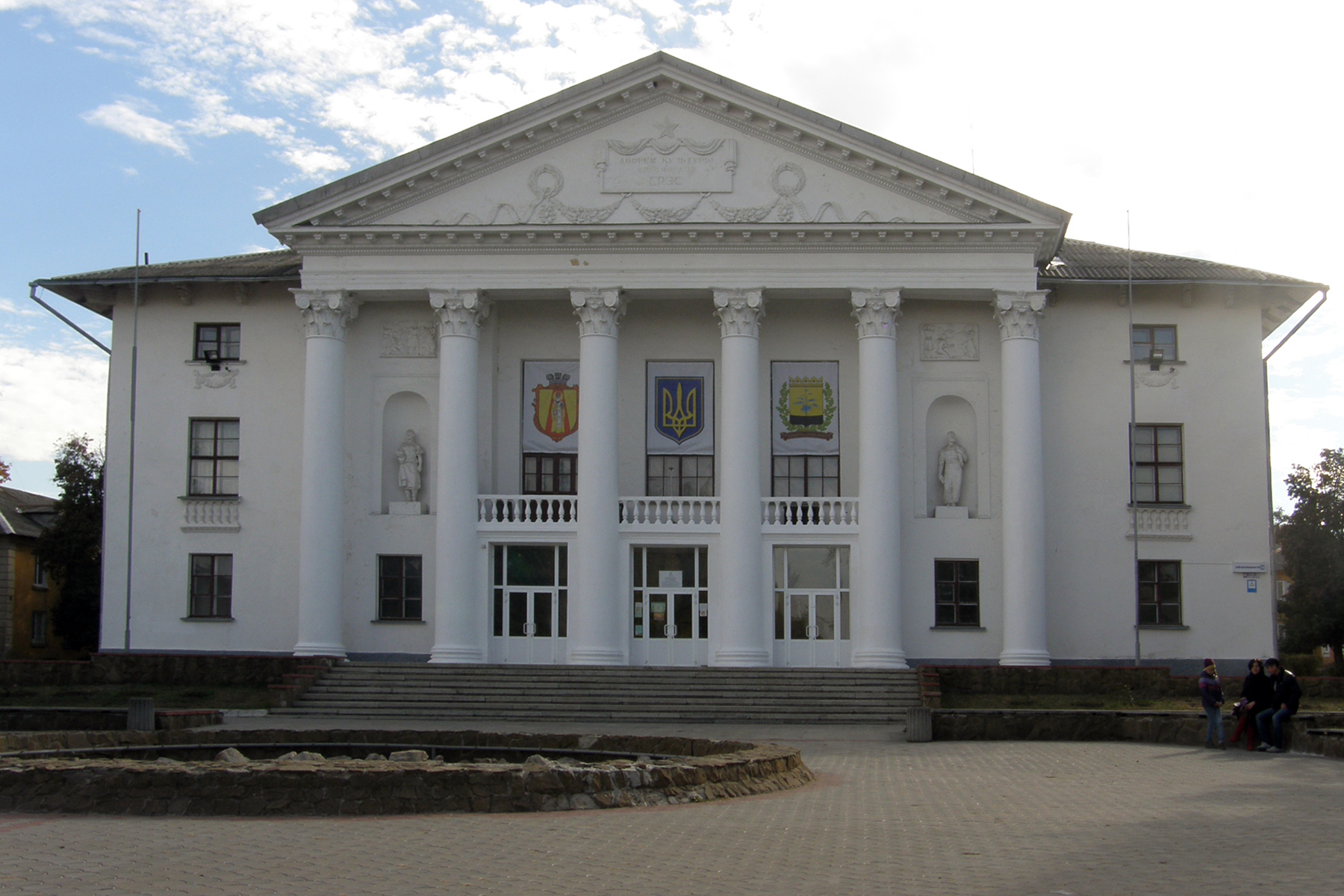
клуб Слов'янської ТЕС

Будівництво електростанції почалося в березні 1951 року, у вересні 1954 року був введений в дію перший турбоагрегат, у грудні 1954року — другий, у червні 1955 року — третій, у вересні 1955 року — четвертий, а в червні 1957 року — п'ятий. Всього перша черга включала в себе 11 котлів типу ТП-230-2 паровиробництвом по 230 т/год і 5 турбін типу К-100-90 потужністю по 100 МВт.

### Друга черга
Будівництво розпочато у 1964 році, в 1967 році був запущений на той час найбільший в Європі двовальний турбоагрегат типу К-800-240 потужністю 800 МВт у блоці з двокорпусним симетричним котлоагрегатом типу ТПП-200 паропродуктивністю 2500 т / г.
30 березня 1970 року на Заводі ім. XXII з'їзду КПРС у Ленінграді була випробувана виготовлена для Слов'янської ГРЕС турбіна типу К-800-240-2 потужністю 800 МВт (на той момент часу — найпотужніша в Європі одновальна парова турбіна), яка 30 грудня 1971 року була введена в експлуатацію. Пар турбіні поставляв двокорпусний котел типу ТПП-200-1 паровиробництвом 2650 т / ч.
Після введення в експлуатацію енергоблоку № 7 потужність електростанції становила 2100 МВт.
Всі черги ТЕС були запроєктовані для роботи на вугіллі АШ, Ашо, ТР, ТК, АКО із можливістю використання сезонних надлишків природного газу.

### Подальший розвиток
У 1980-х роках енергоблок № 7 на 800 МВт був переведений на сумісне спалювання вугілля та мазуту.
У 1993 році Слов'янська ГРЕС ім. 50-річчя Великої Жовтневої соціалістичної революції була перейменована у Слов'янську ТЕС.
28 липня 2003 року ТЕС було внесено до переліку особливо важливих об'єктів електроенергетики України.
Після перемаркування потужність блоків склала 2 × 80 МВт і 1 × 720 МВт. Блок № 6 потужністю 800 МВт у 1993 році був законсервований, а в 2003 році — списаний, його котельна частина демонтована у 2013—2014 рр.
У 2014 році електростанція потрапила у зону бойових дій. 2-4 липня 2014 року на СлавТЕС були пошкоджені виробничі приміщення та обладнання електростанції. Попаданням снаряду був знищений трансформатор блоку № 7. Рішенням КМУ трансформатор демонтували з блоку № 5 Вуглегірської ТЕС, який знаходився на консервації, і перевезли на Слов'янську ТЕС, де була проведена його технічна експертиза після багаторічного простою. У даний час він введений в експлуатацію на блоці № 7.
16 жовтня 2014 року відбувся пуск неблочної частини станції потужністю на 80 МВт. Її потужності використовуються як резервні для проходження осінньо-зимового максимуму в умовах нестабільних поставок вугілля.
У 2013—2015 роках була проведена модернізація корпусів А і Б енергоблоку № 7.
З 2015 року станція працює в режимі маневрування.

### Проєкт будівництва блоку №6
Крім того, на СлавТЕС підготовлено майданчик під будівництво нового сучасного енергоблоку, який буде генерувати «чисту» електроенергію згідно з усіма європейським екологічним стандартам. У грудні 2018 «Донбасенерго» уклало договір на суму 684 млн долларов США з китайською компанією Dongfang Electric Int. Corp про реалізацію проєкту.
Два блоки — 6 А і 6 Б на 660 МВт працюватимуть за технологією циркулюючого киплячого шару, що дасть змогу спалювати низькосортне й низькокалорійне вугілля марки «Г», а також відходи вуглезбагачення без підсвічування природним газом. Це вугілля доступне на підконтрольній Україні території Донбасу.
На період будівництва енергоблоку буде створено 1 500 робочих місць, у тому числі для суміжних галузей промисловості. Із запуском нового енергоблоку в роботу на станції буде працевлаштовано ще понад 300 спеціалістів.
Активізація будівельних робіт сприятиме розвитку інфраструктури регіону й новим надходженням до державного та місцевого бюджетів, а також державних цільових фондів.

### Російсько-українська війна

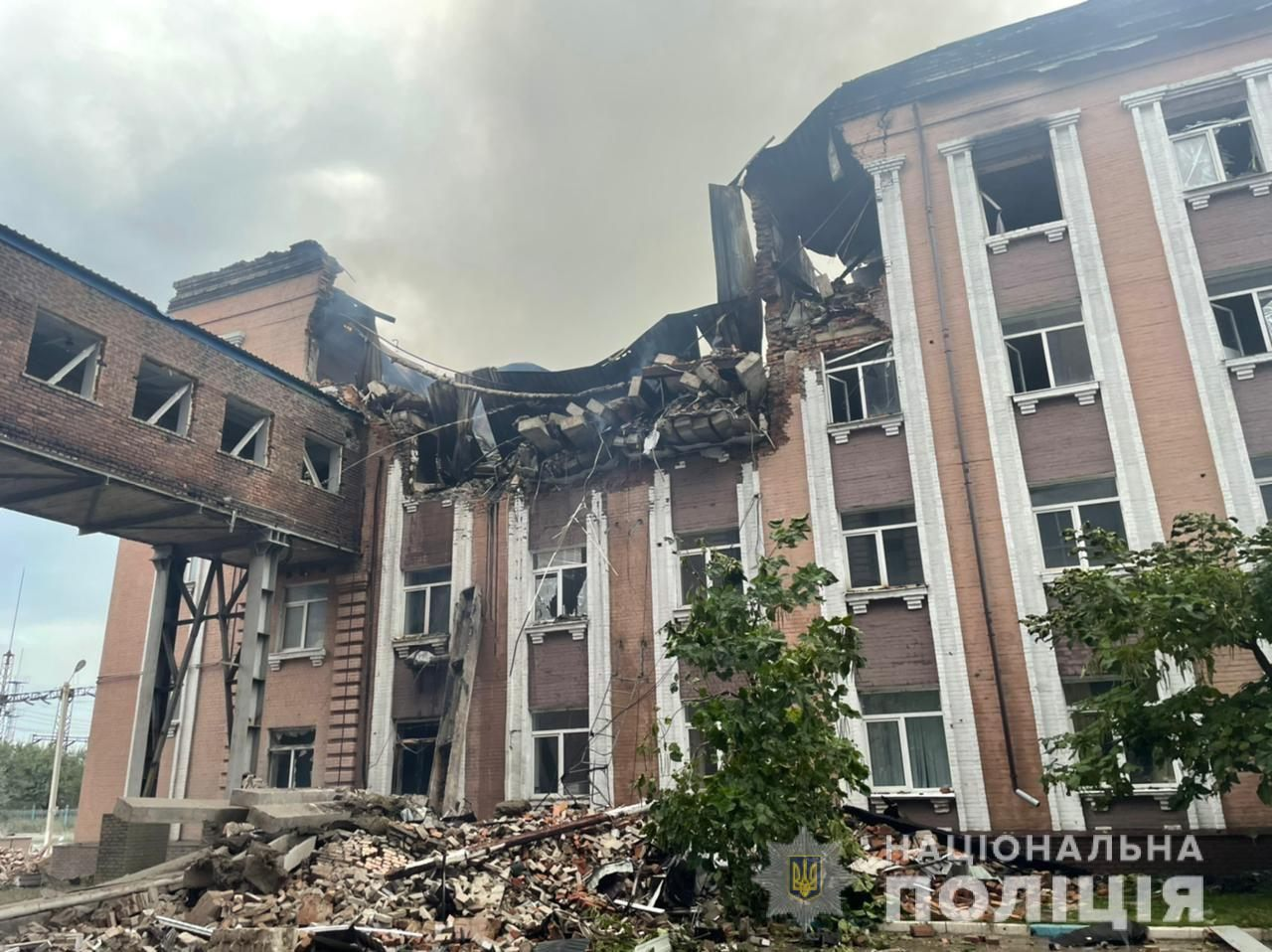
Будівля станції після обстрілу 17 вересня 2022 року

28 травня 2022 року з метою збереження життя та здоров'я персоналу станції, а також у зв'язку з необхідністю евакуації працівників та членів їхніх сімей вирішено зупинити роботу Слов'янської ТЕС.
Протягом попередніх кількох днів Миколаївська міська територіальна громада Донецької області, де територіально розташована Слов'янська ТЕС, постійно перебуває під ракетно-артилерійським обстрілом з боку російських окупаційних військ.
Вранці 17 вересня 2022 року російські військові обстріляли територію станції, пошкоджено обладнання на території станції. Пожежу, що сталася від обстрілу, вдалось приборкати. Через обстріл у місті Миколаївка почалися перебої з водопостачанням.
25 грудня 2024 року ТЕС призупинила свою діяльність у зв'язку з активними бойовими діями.